# Санкт-Петербургский государственный университет промышленных технологий и дизайна
Санкт-Петербургский государственный университет промышленных технологий и дизайна (СПбГУПТД, разг. «тряпочка») — высшее учебное заведение в Санкт-Петербурге. Основан в 1930 году.
В состав университетского учебно-научного комплекса входят 18 институтов, 2 высшие школы, 2 колледжа, 8 школ-малых факультетов. Здания университета расположены в разных районах города. Главное здание университета располагается в центре города, неподалёку от станции метро «Адмиралтейская» — на Большой Морской улице, дом № 18.
В СПбГУПТД ведётся подготовка по 225 образовательным программам дизайнерских, инженерных, гуманитарных, экономических и педагогических направлений.

## Здание университета
В районе нынешнего выхода Кирпичного переулка на набережную реки Мойки в XVIII веке находилась пристань, где разгружались барки с кирпичом (что дало впоследствии название переулку). Затем здесь были построены бани, позже — жилой дом. В 1915 году на этом участке (современный адрес — Большая Морская улица, № 18, Кирпичный переулок, № 5–7, набережная реки Мойки, № 63) началось строительство здания для Русского для внешней торговли банка. По первоначальному проекту архитекторов Фёдора Лидваля и Леонтия Бенуа это должен был быть дом в стиле модерн с мраморной и гранитной облицовкой, однако окончательный проект был выполнен в стиле неоклассицизма. Но революционные события 1917 года остановили строительство, здание не было достроено и долгое время пустовало.
В 1929 году здание было передано Текстильному институту и достроено по проекту архитекторов Л. В. Руднева и Я. О. Свирского.

## История
Основан 26 апреля 1930 года как Ленинградский текстильный институт, выделившись из Ленинградского технологического института.
6 ноября 1930 года институт переехал в свой главный учебно-лабораторный корпус, расположенный на Большой Морской улице, 18, где были созданы первые факультеты — инженерно-экономический и технологический.
1935 г. — Ленинградскому текстильному институту присвоено имя С. М. Кирова. В этом же году состоялся первый выпуск института.
В 1930-х годах носил название Академия легкой промышленности им. т. С. М. Кирова. Новое здание было построено в 1936 году на углу Советского проспекта и улицы Красной Конницы. В Академии было 5 факультетов: полиграфический, текстильно-швейный, кожевенно-обувной, пищевой, химический. В 1940 году Академия была ликвидирована, её функции и имущество были переданы другим учебным заведениям.
1941 г. — в годы войны студенты и преподаватели института эвакуированы в Ташкент, где на базе Московского, Ленинградского и Ташкентского институтов был создан объединённый Текстильный институт под руководством Н. И. Труевцева. Созданная в институте с начала войны и оставшаяся в городе Спецхимлаборатория совместно с учеными института оказала в период блокады действенную помощь войскам Ленинградского фронта и защитникам Ленинграда[уточнить].
1944 г. — возвращение института в Ленинград.
1963 г. — в связи с расширением профиля институт получил новое название — Ленинградский институт текстильной и лёгкой промышленности имени С. М. Кирова.
1980 г. — Указом Президиума Верховного Совета СССР институт награждают орденом Трудового Красного Знамени.
1987 г. — коллектив сотрудников института получает Государственную премию за разработку и внедрение тканого электрического монтажа.
1992 г. — институт преобразован в Санкт-Петербургский университет технологии и дизайна.
1997 г. — Санкт-Петербургский обувной колледж становится структурным подразделением СПГУТД и преобразуется в Колледж технологии, моделирования и управления.
2001 г. — в СПГУТД создаётся Северо-Западный профессионально педагогический институт, Институт печати входит в структуру университета как Северо-Западный институт печати.
2007 г. — к университету присоединена Инженерная школа одежды (колледж).
2015 г. — к университету присоединён Санкт-Петербургский государственный технологический университет растительных полимеров (ныне — Высшая школа технологии и энергетики СПбГУТД), который с этого времени начинает именоваться Санкт-Петербургский государственный университет промышленных технологий и дизайна.
2024 г. — на базе Университета создан Институт Федеральной службы по труду и занятости, который будет готовить инспекторов труда.

## Ректоры (директора) института (университета)
1930—1934 Александр Фёдорович Зеленский.
1934—1937 Григорий Сергеевич Агапов.
1937—1950 Николай Иванович Труевцев.
1950—1970 Гурий Иосифович Арефьев.
1970—1988 Леонид Яковлевич Терещенко.
1988—2006 Виктор Егорович Романов, доктор технических наук, профессор, заслуженный деятель науки и техники Российской Федерации, заслуженный мастер спорта СССР, многократный рекордсмен и чемпион СССР, призёр XVII Олимпийских игр 1960 года и первенства мира 1962 года по велосипедному спорту. В настоящее время — президент СПбГУПТД.
С 2007 года — Алексей Вячеславович Демидов, доктор технических наук, профессор, лауреат премии Правительства РФ в области науки и техники, обладатель ордена им. И. П. Кулибина и памятной медали «За вклад в развитие информационного общества», член Президиума Совета ректоров вузов Санкт-Петербурга, действительный член Российской инженерной академии

## Структура университета
Институты
- Институт графического дизайна
- Институт дизайна и искусств
- Институт дизайна костюма
- Институт дизайна пространственной среды
- Институт текстиля и моды
- Институт прикладного искусства
- Высшая школа печати и медиатехнологий
- Институт бизнес-коммуникаций
- Институт экономики и социальных технологий
- Северо-Западный профессионально-педагогический институт
- Региональный институт непрерывного профессионального образования
- Институт информационных технологий и автоматизации
- Институт прикладной химии и экологии
- Институт дополнительного профессионального образования
- Высшая школа технологии и энергетики

Колледжи
- Колледж технологии, моделирования и управления
- Инженерная школа одежды

Межвузовский центр гуманитарного образования по религиоведению
Межвузовский центр гуманитарного образования по религиоведению — учебно-образовательный и научно-исследовательский центр занимающийся вопросами религии и религиоведения.
Создан 23 мая 1993 года решением Государственного комитета Российской Федерации по высшему образованию на основе «Фонда изучения проблем науки и теологии имени о. П. А. Флоренского» как «Межвузовский центр по проблемам науки и религии» в Санкт-Петербургском государственном морском техническом университете с целью содействовать научному изучению религии и подготовке преподавательских кадров. 12 ноября 2001 года Межвузовский центр по проблемам науки и религии был переведён из Санкт-Петербургского государственного морского технического университета в Санкт-Петербургский государственный университет технологии и дизайна и был зачислен в штатное расписание университета. 17 декабря 2004 года в соответствии с решением Всероссийского совещания руководителей Межвузовских центров гуманитарного образования, проведенного Министерством образования Российской Федерации, название центра было изменено на «Межвузовский центр гуманитарного образования по религиоведению».
Центром проводится учебно-методическая, научно-исследовательская и информационно-аналитическая работа связанная со сбором, обработкой и распространение сведений связанных с религией и религиоведением, коорлинация работы в области духовного и светского образования, взаимодействия науки, религии и философии в рамках высшей школы.
Сотрудники: М. В. Быстров, Н. В. Клинецкая, А. И. Кугай, Ю. В. Манько, А. Н. Швечиков (директор).

## Издательская деятельность
Издательство Санкт-Петербургского государственного университета промышленных технологий и дизайна выпускает научные периодические журналы: «Вестник Санкт-Петербургского государственного университета технологии и дизайна» (с 1975); «Дизайн. Материалы. Технология» (с 2006 г.); «Известия вузов. Технология лёгкой промышленности» (с 2008 г.) и молодёжные издания: газета «texСТИЛЬ» и студенческий журнал «СТИЛЬ-студент».